# الحروب الفرنسية والهندية
لكي لا يتم الخلط بين هذا المصطلح وبين الحرب الفرنسية الهندية، تم إعطاء الاسم للصراع الرابع من الحروب التالية
يستخدم مصطلح الحروب الفرنسية والهندية في الولايات المتحدة للإشارة إلى سلسلة من الصراعات المتقطعة بين عامي 1689 و1763 في أمريكا الشمالية والتي كانت تشير إلى أحداث استعمارية تتعلق بحروب الأسر الأوروبية. حيث يستخدم المصطلح الحرب الفرنسية الهندية، بالصيغة المفردة، في الولايات المتحدة خصيصًا للإشارة إلى الحرب التي دارت رحاها في الفترة بين 1754 و1763، وهي النظير الاستعماري لحرب السنوات السبع في أوروبا. وقد سبقت حروب بيفر (Beaver) الحروب الفرنسية والهندية.
وفي كيبك في كندا، والتي كانت مستعمرة فرنسية من قبل، تتم الإشارة إلى الحروب بصفة عامة على أنها حروب فاتحة. ورغم أن بعض الصراعات اشتملت على القوات الإسبانية والهولندية، ولكنها جميعا حرضت مملكة بريطانيا العظمى ومستعمراتها وحلفاؤها من الهنود الأمريكيين في جانب ضد فرنسا ومستعمراتها وحلفائها من الهنود في الجانب الآخر.
وكان أحد الأسباب الرئيسية للحروب رغبة كل دولة في السيطرة على الأقاليم الداخلية في أمريكا الشمالية، بالإضافة إلى المنطقة المحيطة بخليج هدسون، حيث تم اعتبار أن كلتا المنطقتين ضروريتين للسيطرة على تجارة الفراء. وعندما كانت الدول الأوروبية تخوض الحروب، كانت تحدث الصراعات العسكرية في أمريكا الشمالية والمستعمرات التابعة لها، على الرغم من أن تواريخ الصراعات الأمريكية لم تتطابق تماما مع الصراعات الأوروبية.

## نظرة عامة
قائمة بحروب أمريكا الشمالية والحروب الأوروبية المرتبطة بها، بالتسلسل:
| سنوات الحروب | الحرب في أمريكا الشمالية                                                         | الحرب الأوروبية                                       | المعاهدة                                     |
| ------------ | -------------------------------------------------------------------------------- | ----------------------------------------------------- | -------------------------------------------- |
| 1688–1697    | حرب الملك ويليام الحرب الأولى بين الدول الاستعمارية                              | حرب التحالف الكبير حرب حلف أوجسبرج حرب السنوات التسعة | معاهدة ريزويك (Ryswick)                      |
| 1702–1713    | حرب الملكة آن الحرب الثانية بين الدول الاستعمارية                                | حرب الخلافة الإسبانية                                 | معاهدة أوتريخت (Utrecht) (1713)              |
| 1744–1748    | حرب الملك جورج الحرب الثالثة بين الدول الاستعمارية حرب أذن جنكيز                 | حرب الخلافة النمساوية                                 | معاهدة إيه لا شابيل (Aix-la-Chapelle) (1748) |
| 1754–1763    | الحرب الفرنسية الهندية الحرب الرابعة بين الدول الاستعمارية الحرب الهندية السادسة | حرب السنوات السبعة                                    | معاهدة باريس (1763)                          |

كانت تسمية الصراعات بأسماء الملوك البريطانيين المعاصرين لها تقليدًا متبعًا في تاريخ الولايات المتحدة يتعلق باستيطانها في البدايات على يد مستعمرات كانت في أغلبها من إنجلترا. ويستخدم التقليد الكندي اسم الصراع الأوروبي الأكبر (على سبيل المثال، «حرب التحالف الكبير» بدلاً من «حرب الملك ويليام») أو يشير إلى الحرب على أنها حروب بين الدول الاستعمارية.
مع استمرار الحروب، انتقلت الميزة العسكرية تجاه الجانب البريطاني. وكان ذلك بشكل رئيسي ناجمًا عن العدد الكبير لسكان المستعمرات البريطانية وقدراتها الإنتاجية، مقارنة بتلك التابعة لفرنسا. وبالإضافة إلى ذلك، كان البريطانيون يمتلكون قدرات أكبر على إعادة تمويل مستعمراتهم واستخدام القوة العسكرية عبر البحار. وفي أول ثلاث صراعات، تمكن الفرنسيين من التغلب على هذه العوامل بشكل كبير، من خلال التعبئة شديدة الفاعلية للحلفاء من الأمريكان الأصليين، إلا أنهم سحقوا في النهاية في الحربين الرابعة والأخيرة.
ولقد لعب الانتصار الساحق للبريطانيين دورًا في خسارة المستعمرات الأمريكية الثلاثة عشرة التابعة لها. وبدون تهديد الغزو الفرنسي، رأت المستعمرات الأمريكية أنها لم تعد بحاجة إلى الحماية البريطانية. وبالإضافة إلى ذلك، كرهت الناس الجهود التي بذلها البريطانيون من أجل الحد من استعمارهم للمناطق الفرنسية الجديدة إلى غرب جبال الأبلاش، كما ذكر إعلان عام 1763، في محاولة للتخفيف من حدة انتهاك مناطق الأمريكيين الأصليين. وقد ساهمت هذه الضغوط في وقوع الحرب الثورية الأمريكية.
وقد اتبعت أول ثلاثة حروب من الحروب الفرنسية والهندية نفس النمط: فقد اندلعت جميعها في أوروبا ثم انتقلت إلى أمريكا الشمالية. وبمجرد اندلاع الصراع في أمريكا الشمالية، كانت الميليشيات الاستعمارية في الغالب هي التي تحارب فيه. أما النزاع الأخير فقد كسر هذا النمط من خلال اندلاع الحرب في أمريكا الشمالية. وبالإضافة إلى ذلك، فإن البريطانيين استخدموا قوات نظامية أكثر بالإضافة إلى الميليشيات الاستعمارية. ولم يستعيدوا تقريبًا أيًا من المناطق الفرنسية التي تمت السيطرة عليها أثناء الحرب. وقد أجبرت فرنسا على التنازل عن المناطق الشاسعة التابعة لها في مناطق كندا ولويزيان المعاصرة. وقد قلل الانتصار البريطاني في الحروب الفرنسية والهندية من إمبراطورية العالم الجديد الخاصة بفرنسا لتقتصر على سانت بيير وميكلون وجزيرتين بعيدًا عن نيوفوندلاند، وبعض جزر الهند الغربية، بالإضافة إلى غويانا الفرنسية.